# Nephthea tenuis
Nephthea tenuis is een zachte koraalsoort uit de familie Nephtheidae. De koraalsoort komt uit het geslacht Nephthea. Nephthea tenuis werd in 1896 voor het eerst wetenschappelijk beschreven door Kükenthal. 